# Генрикув-Любанський
Генрикув-Любанський (пол. Henryków Lubański, нім. Katholisch Hennersdorf) — село в Польщі, у гміні Любань Любанського повіту Нижньосілезького воєводства.
Населення — 816 осіб (2011).
У 1975-1998 роках село належало до Єленьоґурського воєводства.

## Демографія
Демографічна структура станом на 31 березня 2011 року:
|          | Загалом | Допрацездатний вік | Працездатний вік | Постпрацездатний вік |
| -------- | ------- | ------------------ | ---------------- | -------------------- |
| Чоловіки | 421     | 80                 | 312              | 29                   |
| Жінки    | 395     | 83                 | 248              | 64                   |
| Разом    | 816     | 163                | 560              | 93                   |